# 37939 Гашлер
37939 Гашлер (37939 Hašler) — астероїд головного поясу, відкритий 16 квітня 1998 року.
Тіссеранів параметр щодо Юпітера — 3,376.
6 січня 2003 року астероїд був названий на честь чеського актора, композитора, співака, письменника, режисера та сценариста Карела Гашлера (чеськ. Karel Hašler; нар. 31 жовтня 1879 — пом. 22 грудня 1941).